# Norwegian Bay
Norwegian Bay (Frans: Baie Norvégienne) is een waterweg in Noordelijke IJszee, in de regio Qikiqtaaluk, Nunavut, Canada. In Norwegian Bay liggen zes eilanden (van groot naar klein): Cornwalleiland, Grahameiland, Buckinghameiland, Table-eiland, Exmoutheiland en Ekinseiland. Norwegian Bay wordt daarnaast omgeven door een aantal eilanden:
| Eilanden rondom Norwegian Bay | Eilanden rondom Norwegian Bay | Eilanden rondom Norwegian Bay | Eilanden rondom Norwegian Bay | Eilanden rondom Norwegian Bay |
| ----------------------------- | ----------------------------- | ----------------------------- | ----------------------------- | ----------------------------- |
| Amund Ringneseiland           |                               | Axel Heibergeiland            |                               |                               |
|                               |                               |                               |                               |                               |
|                               | Ellesmere-eiland              |                               |                               |                               |
|                               |                               |                               |                               |                               |
|                               |                               | Devoneiland                   |                               | Noord-Kenteiland              |